# Dúdar
Dúdar es una localidad y municipio español situado en la parte central de la comarca de la Vega de Granada, en la provincia de Granada, comunidad autónoma de Andalucía. Limita con los municipios de Pinos Genil, Granada —por el distrito Albaicín—, Beas de Granada, Quéntar y Güéjar Sierra. Cuenta con una población de 373 habitantes (INE 2024). Por su término discurre el río Aguas Blancas.
El municipio dudeño comprende los núcleos de población de Dúdar —capital municipal— y Aguas Blancas.

## Historia
El origen de su población no está muy claro, pero todo indica que fue un distrito del Reino de Granada. Precisamente de la época musulmana conserva aún la fisonomía de sus calles y el color encalado de sus casas.

## Geografía

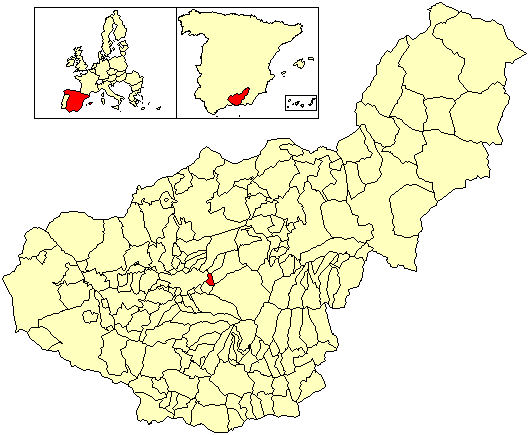
Extensión del municipio en la provincia de Granada

### Situación
Integrado en la comarca de la Vega de Granada, se encuentra situado a 12 kilómetros de la capital provincial, a 109 de Jaén, a 153 de Almería y a 273 de Murcia. El término municipal está atravesado por la carretera GR-3201, que conecta la localidad de Pinos Genil con la autovía A-92 en Lopera.
| Noroeste: Granada     | Norte: Beas de Granada | Nordeste: Quéntar      |
| Oeste: Granada        |                        | Este: Quéntar          |
| Suroeste: Pinos Genil | Sur: Pinos Genil       | Sureste: Güéjar Sierra |

## Demografía
Dúdar cuenta con una población de 373 habitantes (INE 2024), que se distribuyen de la siguiente manera:
| Unidad poblacional | Hab. |
| ------------------ | ---- |
| Dúdar              | 221  |
| Aguas Blancas      | 148  |
| diseminado         | 9    |
| TOTAL              | 378  |

### Evolución de la población
| Gráfica de evolución demográfica de Dúdar entre 1842 y 2021                                                         |
| |
| Población de derecho según los censos de población del INE Población de hecho según los censos de población del INE |

## Economía

### Evolución de la deuda viva municipal
| Gráfica de evolución de la deuda viva del Ayuntamiento de Dúdar entre 2008 y 2019                                |
| |
| Deuda viva del Ayuntamiento de Dúdar en miles de euros según datos del Ministerio de Hacienda y Función Pública. |

## Administración y política
Los resultados en Dúdar de las últimas elecciones municipales, celebradas en mayo de 2023, son:
| Elecciones Municipales - Dúdar (2023) | Elecciones Municipales - Dúdar (2023)    | Elecciones Municipales - Dúdar (2023) | Elecciones Municipales - Dúdar (2023) | Elecciones Municipales - Dúdar (2023) |
| Partido político                      | Partido político                         | Votos                                 | Votos                                 | Concejales                            |
| ------------------------------------- | ---------------------------------------- | ------------------------------------- | ------------------------------------- | ------------------------------------- |
|                                       | Partido Popular (PP)                     | 170                                   | 65,38 %                               | 5                                     |
|                                       | Ciudadanos-Partido de la Ciudadanía (Cs) | 63                                    | 24,23 %                               | 2                                     |
|                                       | Partido Socialista Obrero Español (PSOE) | 16                                    | 6,15 %                                | 0                                     |
|                                       | Vox (VOX)                                | 8                                     | 3,07 %                                | 0                                     |

### Alcaldes
| Legislatura | Nombre                          | Grupo |
| ----------- | ------------------------------- | ----- |
| 1979-1983   | José Molina Juárez              | UCD   |
| 1983-1987   | Aurelio Contreras Juárez        | PSOE  |
| 1987-1991   | Manuel Heredia Medina           | AP    |
| 1991-1995   | Jorge Ramírez Martínez          | PSOE  |
| 1995-1999   | Juan González González          | PP    |
| 1999-2003   | Juan González González          | PP    |
| 2003-2007   | Juan González González          | PP    |
| 2007-2011   | Juan González González          | PP    |
| 2011-2015   | Juan González González          | PP    |
| 2015-2019   | Juan González González          | PP    |
| 2019-2023   | Nicolás Raúl González Fernández | PP    |
| 2023-act.   | Nicolás Raúl González Fernández | PP    |

## Comunicaciones

### Carreteras
La principal vía de comunicación que transcurre por el municipio es:
| Identificador | Denominación     | Itinerario           |
| ------------- | ---------------- | -------------------- |
| GR-3201       | De A-4026 a A-92 | Pinos Genil - Lopera |

Algunas distancias entre Dúdar y otras ciudades:
| Ciudades         | Distancia (km) |
| ---------------- | -------------- |
| Granada (centro) | 12             |
| Jaén             | 109            |
| Almería          | 153            |
| Murcia           | 273            |

## Servicios

### Sanidad
El municipio cuenta con un consultorio médico de atención primaria situado en la plaza Mayor s/n, dependiente del distrito sanitario Metropolitano de Granada. El servicio de urgencias está en el centro de salud de Cenes de la Vega y el área hospitalaria de referencia es el Hospital Universitario San Cecilio (el PTS), situado en Granada capital.

### Educación
El único centro educativo que hay en el municipio es:
| Denominación genérica | Nombre del centro           | Naturaleza | Dirección           |
| --------------------- | --------------------------- | ---------- | ------------------- |
| Colegio público rural | CPR Ribera de Aguas Blancas | Público    | Ctra. de Quéntar, 3 |

## Cultura
De su artesanía cabe destacar los bordados, alfombras y tapices, así como la cerámica.

### Patrimonio
Entre sus monumentos destaca el Canal de los Franceses, una gran obra hidráulica del siglo XIX, más concretamente de la época de la invasión napoleónica. Hasta hace poco, se ha usado para abastecer de agua potable a la población.
También es interesante la iglesia parroquial de la Inmaculada Concepción de María, del siglo XVII y conservada en muy buen estado.

### Fiestas
Las fiestas patronales de Dúdar se celebran en febrero con numerosos actos culturales y de ocio. Concretamente, las fiestas patronales son el 3 de febrero, día del patrón del pueblo: San Blas.

### Gastronomía
En su gastronomía el plato estrella son las "papas con bacalao" y, en general, los potajes.